# Мимози (списание)
„Мимози“ е българско младежко литературно списание, което излиза в Орхание от август до декември 1922 г.
Списанието е за литература, критика и художество. Редактор е Иван Налбантски. Печата се в печатница Мар. Н. Недков и в „Наука“ на Карл Попоушек.